# Virage (photographie)
Le virage est un traitement chimique supplémentaire intervenant lors du développement d'un tirage photographique noir et blanc sur papier, dans le but de donner une couleur dominante à l'épreuve.
Le procédé consiste à remplacer partiellement l'argent de l'image par un composé de préférence métallique (plus stable).

## Généralités
On distingue les « virages directs » des « virages indirects » : les virages indirects nécessitent un premier bain de blanchiment, avant le virage proprement dit.
Aujourd'hui, avec les techniques de retouche numérique, l'effet de « virage » est à la portée de tout un chacun, dans les menus « Teinte » ou « Effets » des logiciels de traitement d'images, parfois même directement dans les réglages de l'appareil au moment de la prise de vue (cas du sépia).

## Procédés
Dans les formules indiquées, l'abréviation « q.s.p. » signifie « quantité suffisante pour ». En pratique, vu les mélanges utilisés, commencer avec les ¾ de la quantité de solvant (ici toujours de l'eau). Une fois la dissolution complète, ajouter de l'eau pour obtenir le volume de liquide indiqué.

### Virage sépia

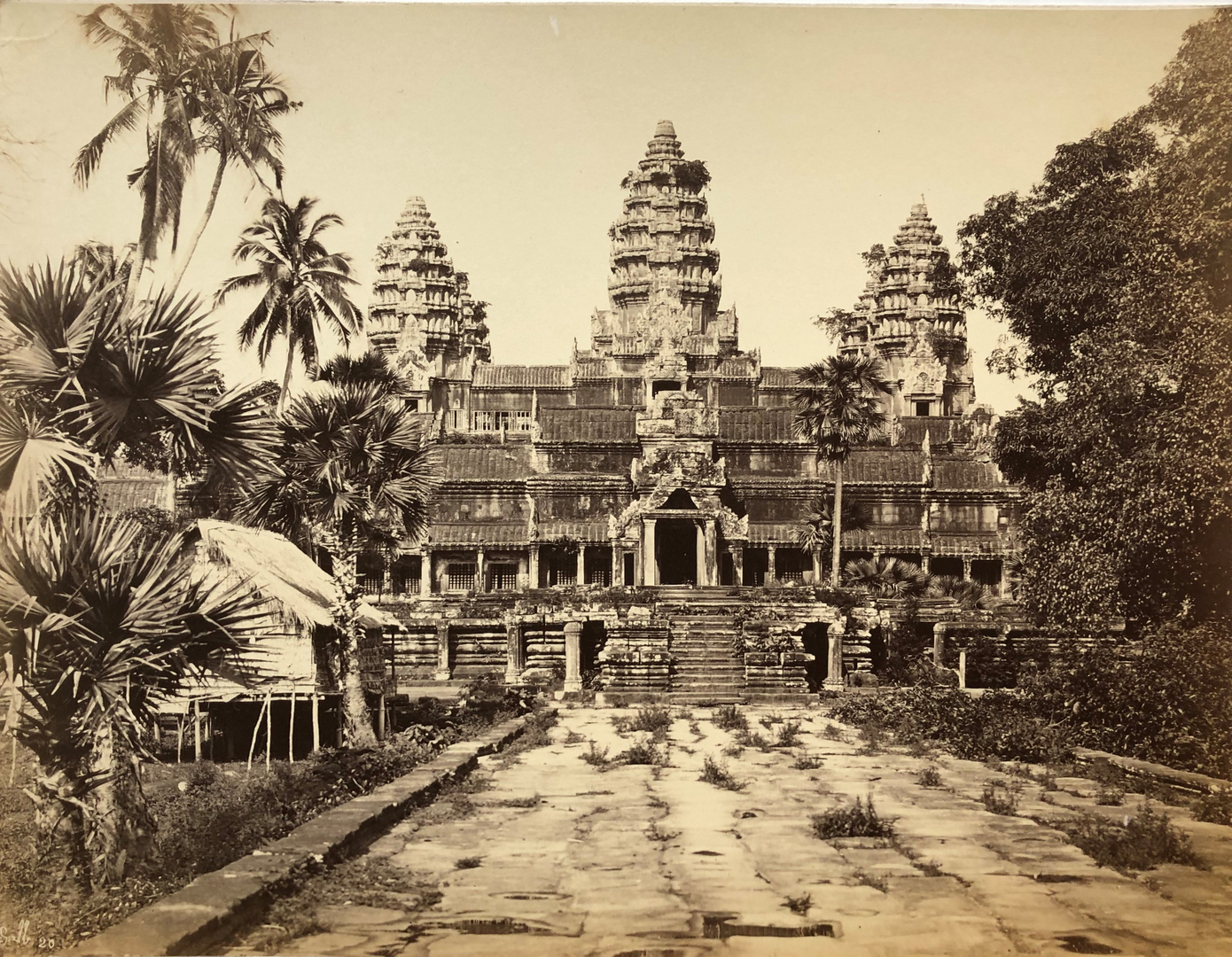
Épreuve sépia ancienne (Angkor Vat par Émile Gsell, 1866).

Ce type de virage permet de retrouver la tonalité des épreuves sépia de la première moitié du XXe siècle.
Il existe des papiers permettant un tirage sépia direct (Ilford XP2 et Kodak Select 1).
En partant d'un tirage argentique noir et blanc, ce procédé nécessite deux solutions successives vendues dans le commerce. Il est possible de les préparer soi-même.
| Carbonate de sodium       | 20 g     |
| Ferricyanure de potassium | 50 g     |
| Bromure de potassium      | 10-50 g  |
| Eau                       | 1 000 ml |

| Sulfure de sodium | 50-90 g  |
| Eau distillée     | 1 000 ml |

### Virage à l'or
Ce procédé, relativement onéreux (utilisation du chlorure d'or), donne une teinte du noir pourpre au rouge sang aux parties de l'image.
Originellement, ce procédé visait également à améliorer la conservation des tirages.
Le choix des proportions des solutions A et B mélangées dans le bain de virage permet d'obtenir la coloration désirée.
| Sulfocyanure d'ammonium | 10 g   |
| Acide tartrique         | 1 g    |
| Chlorure de sodium      | 2 g    |
| Eau                     | 500 ml |

| Chlorure d'or | 1 g    |
| Eau distillée | 500 ml |

Laver soigneusement à l'eau puis fixer (fixateur classique) et relaver.

### Virage bleu
Ce virage en un seul bain permet d'obtenir des tonalités bleues, du bleu foncé au bleu-vert en fonction de la durée du traitement et du type de papier.
| Ferricyanure de potassium | 2 g        |
| Acide sulfurique          | 4 cm³      |
| Eau froide                | q.s.p. 1 l |

| Citrate de fer ammoniacal | 2 g        |
| Acide sulfurique          | 4 cm³      |
| Eau froide                | q.s.p. 1 l |

Il faut toujours ajouter l'acide dans l'eau (jamais l'inverse : risque de projections) puis dissoudre le citrate de fer dans la solution obtenue.
Mélanger les solutions A et B en parties égales au moment de l'emploi (ce bain ne se conserve pas).

### Virage à l'argent colloïdal
L'image est blanchie avec un bain de blanchiment auquel est ajouté du chlorure cuivrique qui formera du chlorure d'argent durant le blanchiment.
| Chlorure cuivrique    | 30 g |
| Acide chlorhydrique   | 3 ml |
| Persulfate d'ammonium | 10 g |
| Eau                   | 1 l  |

On lave l'image puis on l'expose à la lumière du jour. Elle est ensuite réduite par une des solutions ci-dessous suivant la coloration désirée.
| Chlorure stanneux   | 10 g   |
| Acide chlorhydrique | 1 ml   |
| Eau                 | 100 ml |

| Sulfate d'hydrazine | 10 g   |
| Eau                 | 500 ml |

| Nitrite de sodium | 10 g   |
| Eau               | 500 ml |

### Virage au sulfate de cuivre
Ce virage donne des tonalités du brun chaud au rouge clair selon la durée du traitement.
| Ferricyanure de potassium | 50 g       |
| Citrate de potassium      | 200 g      |
| Eau froide                | q.s.p. 1 l |

| Sulfate de cuivre | 50 g |
| Eau froide        | 1 l  |

- Diluer 150 ml de la solution de virage dans 1 l d'eau.
- Ajouter lentement et en brassant continuellement 130 ml de la solution de blanchiment.
- Pré-laver soigneusement l'image noir et blanc à traiter.
- Tremper l'image pendant environ 5 minutes dans la solution.
- Laver soigneusement l'image.
- Éventuellement fixer l'image.

Remarques : 
- un temps de traitement trop long (de l'ordre de la dizaine de minutes) renforce de façon exagérée le contraste ;
- il est préférable d'utiliser un tirage légèrement sous-exposé (un diaphragme), ceci pour compenser l'effet du blanchiment.

### Virage au sélénium
Le virage au sélénium renforce le contraste et donne une tonalité violacée selon la durée du traitement et le type de papier. La tonalité peut aussi être brunâtre voire jaunâtre, ce qui donne aux photographies un côté archiviste et vieillot (pour ce genre de tonalité, la dilution doit être assez forte et le papier doit être du papier fibre).
Le procédé est assez simple. C'est le même procédé que pour le développement d'une photographie noir et blanc, c'est-à-dire 1 min 30 s à 2 min pour le révélateur, ensuite le virage et le temps varient selon l'effet voulu ainsi que la dilution du produit, puis 30 s pour le bain d'arrêt, 2 min dans le fixateur ensuite, un deuxième fixateur peut être employé si le type de papier est du papier fibre.
Note : le temps de tous les produits utilisés peut varier selon la dilution des produits et parfois même selon la température de l'eau.
Attention, les produits contenant du sélénium sont toxiques. Les gants sont de mise pour éviter, entre autres, une coloration brune des mains. Les vapeurs peuvent causer des nausées, des étourdissements ainsi que des maux de tête. Voir aussi Sélénium (maladie professionnelle).

## Précautions
- Porter des gants (pas de « gants de chirurgien »), des lunettes de protection et un habit de protection.
- Ranger les solutions hors de la portée des enfants et dans des flacons bien étiquetés.
- Récupérer les solutions dans des bidons pour les rapporter pour les faire neutraliser ou détruire dans un centre spécialisé (déchèterie…) ou neutraliser immédiatement après usage.